# Теорія польової поведінки
Тео́рія польово́ї поведі́нки (теорія психологічного поля) — психологічна теорія, яка вивчає зразки взаємодії між індивідумом і оточуючим полем, тобто середовищем. Поняття ввів і розвивав гештальт-психолог Курт Левін, в 40-50-х роках ΧΧ століття.
Теорія поля пояснює поведінку як явище, що може бути отримане від тотального співіснування фактів. Ці співіснуючі факти виробляють «динамічне поле», яке означає, що стан будь-якої частини поля залежить від стану будь-якої іншої частини цього поля. Поведінка залежить від теперішнього стану поля, а не минулого чи майбутнього .
Поняття «польової поведінки» Левін ввів для опису сукупності імпульсивних відповідей на зовнішні стимули (стимули оточуючого середовища), які характрезуються низьким рівнем випадковості і переважанням орієнтації суб'єкта на ситуативно значимі об'єкти середовища, яке сприймається (на відміну від орієнтації на прийняту ціль діяльності, тобто на таку ціль, досягнення якої пов'язано із задоволенням наявних у індивідума внутрішніх потреб і мотивів). Така поведінка, наприклад, спостерігається у дітей раннього віку.